# برتلبورو (حوزه سرشماری)، ورمانت
برتلبورو (به انگلیسی: Brattleboro) یک منطقهٔ مسکونی در ایالات متحده آمریکا است که در Brattleboro واقع شده‌است. برتلبورو ۲۵٫۸ کیلومتر مربع مساحت و ۷٬۴۱۴ نفر جمعیت دارد و ۶۸ متر بالاتر از سطح دریا واقع شده‌است.